# Your Shape: Fitness Evolved 2012
Your Shape: Fitness Evolved 2012 est un jeu vidéo de sport développé par Ubisoft Montréal et édité par Ubisoft, sorti en 2011 sur Xbox 360.

## Accueil
- Jeuxvideo.com : 16/20[1]